# رافائل کاررا
خوزه رافائل کاررا و تورسیوس (۲۴ اکتبر ۱۸۱۴–۱۴ آوریل ۱۸۶۵) رئیس‌جمهور گواتمالا از ۱۸۴۴ تا ۱۸۴۸ و از ۱۸۵۱ تا زمان مرگش در سال ۱۸۶۵، پس از منصوب شدن به عنوان رئیس‌جمهور مادام العمر در سال ۱۸۵۴ بود. در طول دوران نظامی و ریاست جمهوری او، آمریکای مرکزی با مشکلات متعددی مواجه بود: تهاجمات ویلیام واکر، تلاش‌های لیبرال برای سرنگونی کلیسای کاتولیک و قدرت اشراف، جنگ داخلی در ایالات متحده، قیام مایاها در شرق، اختلافات مرزی بلیز با بریتانیا، و جنگ‌های مکزیک زیر نظر بنیتو خوارز این منجر به ظهور caudillos شد، اصطلاحی که به رهبران پوپولیست کاریزماتیک در میان مردم بومی اشاره دارد.